# Mel Levine
Mel Levine właściwie Meldon Edises Levine (ur. 7 czerwca 1943 w Los Angeles) – amerykański polityk, członek Partii Demokratycznej.

## Działalność polityczna
Od 1977 zasiadał w Zgromadzeniu Stanowym Kalifornii. Następnie w okresie od 3 stycznia 1983 do 3 stycznia 1993 przez pięć kadencji był przedstawicielem 27. okręgu wyborczego w stanie Kalifornia w Izbie Reprezentantów Stanów Zjednoczonych.